# Flachgründung
Unter einer Flachgründung wird im Bauwesen eine Form der Gründung verstanden, bei der die Bauwerkslasten direkt unterhalb des Bauwerks über horizontale Flächen in den Untergrund geleitet werden.
Unter dem Begriff werden verschiedene Bauformen von oberflächennah errichteten Fundamenten zusammengefasst. Die Flachgründung wird als Gegensatz zur Tiefgründung verstanden, bei welcher die Fundamente tief in den Untergrund reichen.
Heutige Flachgründungen bestehen überwiegend aus Beton, insbesondere aus Stahlbeton. Gemauerte Fundamente werden vor allem aufgrund des hohen Arbeitsaufwandes kaum noch ausgeführt.

## Verschiedene Arten von Flachgründungen
Je nach Anwendungsfall und nach Kostenoptimierung wird eine der folgenden Flachgründungen angewendet.

### Einzel- oder Punktfundament
Diese werden unter Säulen und Stützen angeordnet, wobei hier sehr große Lasten abgeleitet werden können.
Meist werden sie unter Stützten (z. B. Stahlbetonstützen) vergraben um besseren halt im Boden für die Stützenlast
zu gewährleisten.

### Köcherfundament
Beim Fertigteilbau werden die Fertigteilstützen in diese Köcher eingestellt und dann mit Mörtel vergossen.

### Streifenfundament
Unter Mauern und Lasten in kurzen Abständen eignen sich Streifenfundamente bestens zur Lasteinleitung in den Untergrund.

### Fundamentplatte
Müssen die Bauwerkslasten verteilt werden um gleichmäßig in den Untergrund eingeleitet zu werden, ist die Fundamentplatte besonders wirtschaftlich. Diese hat auch den Vorteil, dass zugleich ein Boden geschaffen wird, auf dem gearbeitet werden kann.

### Wannengründung
Bei vorhandenem Grundwasser wird dieses seitlich von der Wanne zurückgehalten, wobei dabei auch auf die Dichtheit der Wanne zu achten ist. Dazu gibt es umfangreiche Vorschläge und Richtlinien.

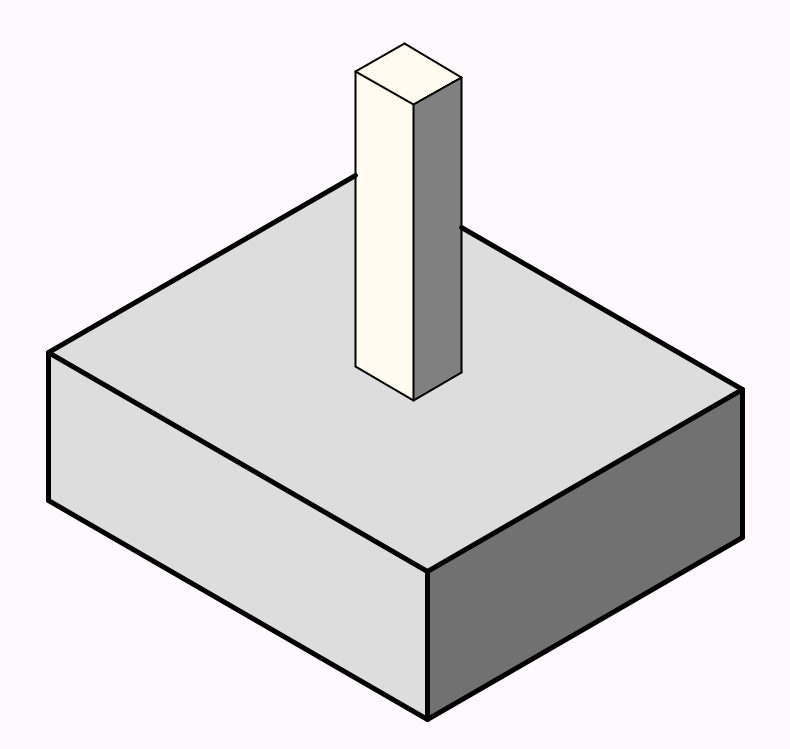
Einzel- oder Punktfundament
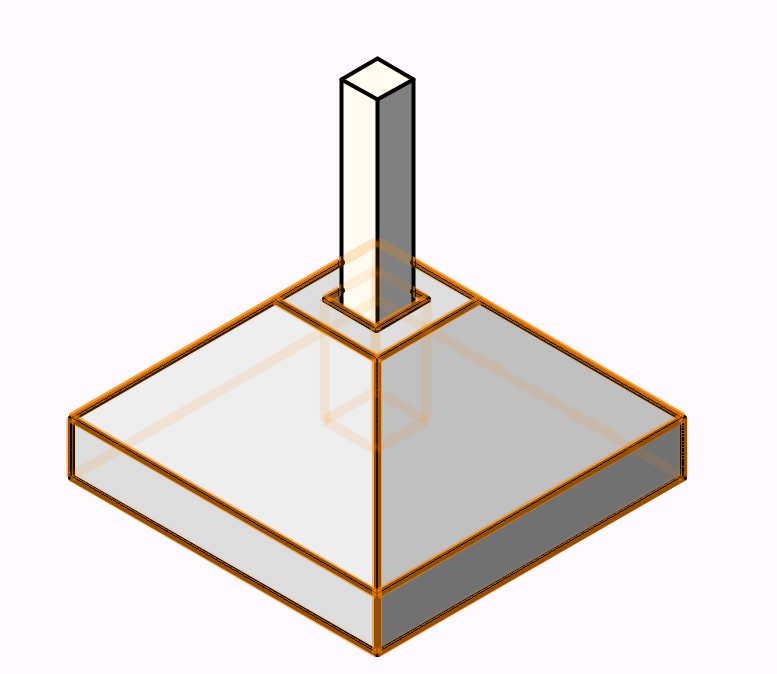
Köcherfundament
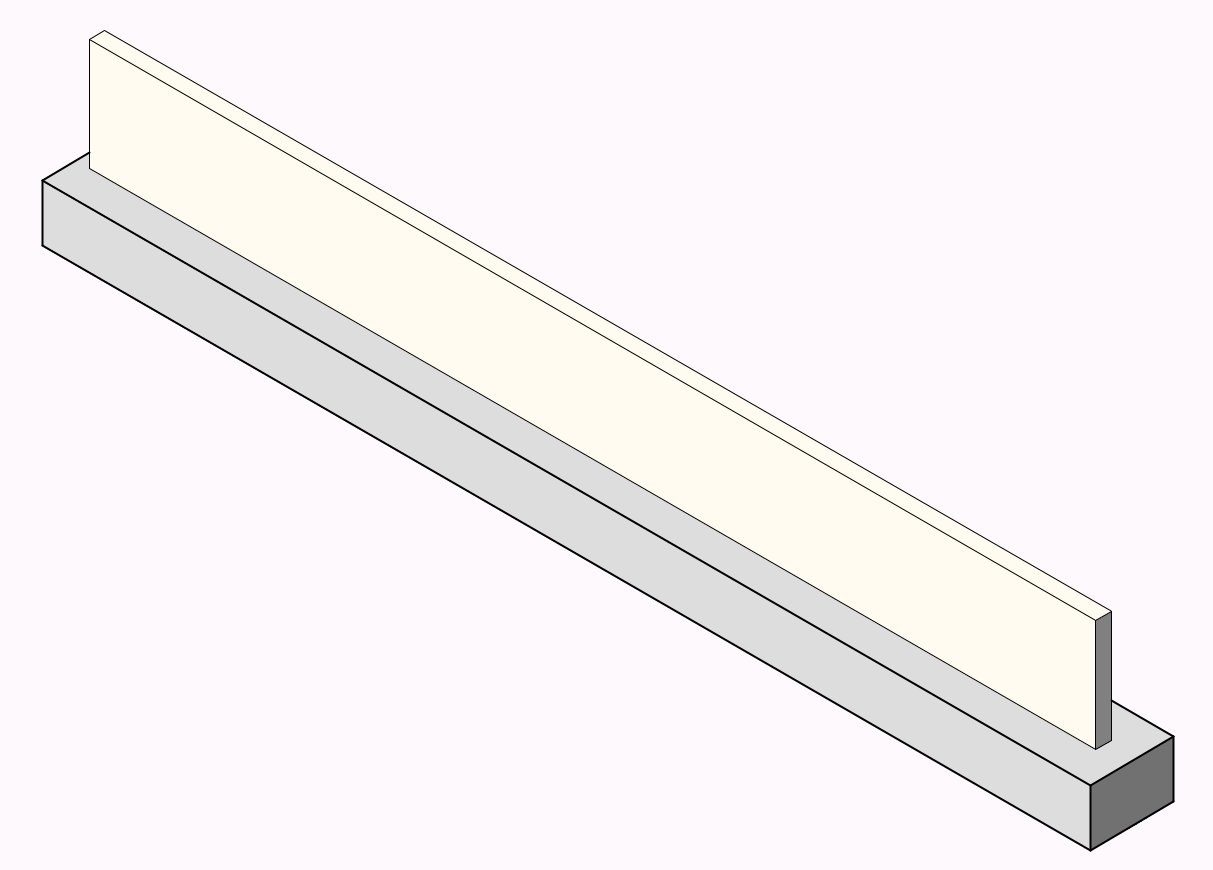
Streifenfundament
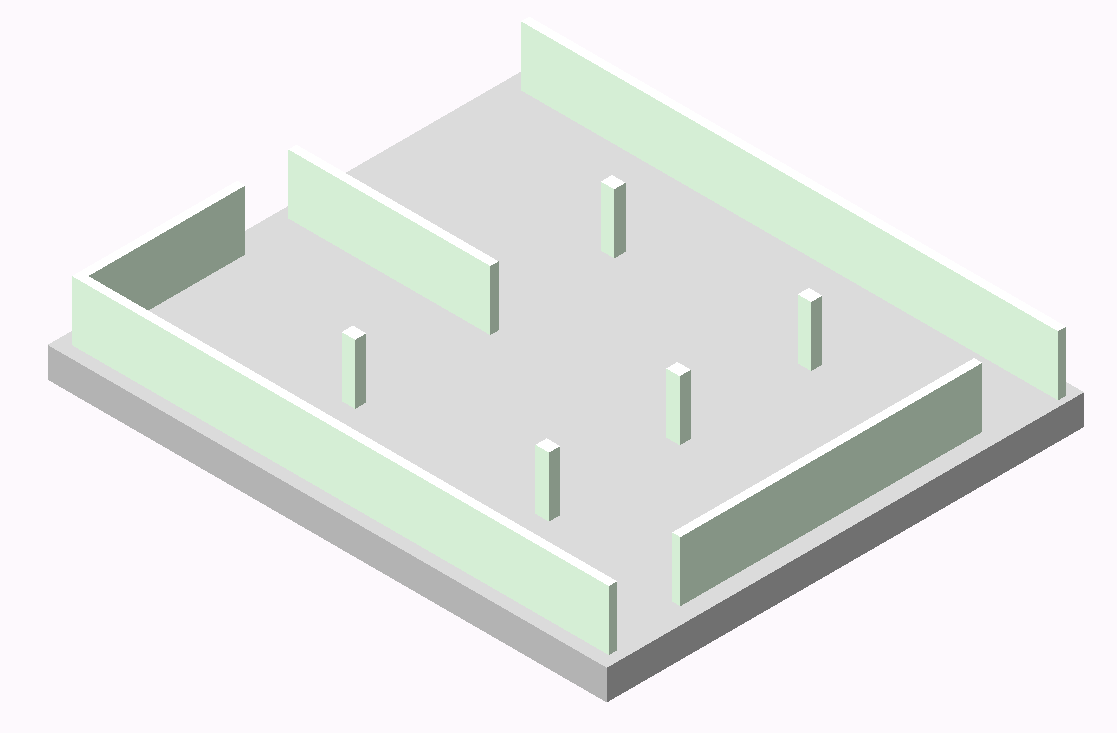
Fundamentplatte
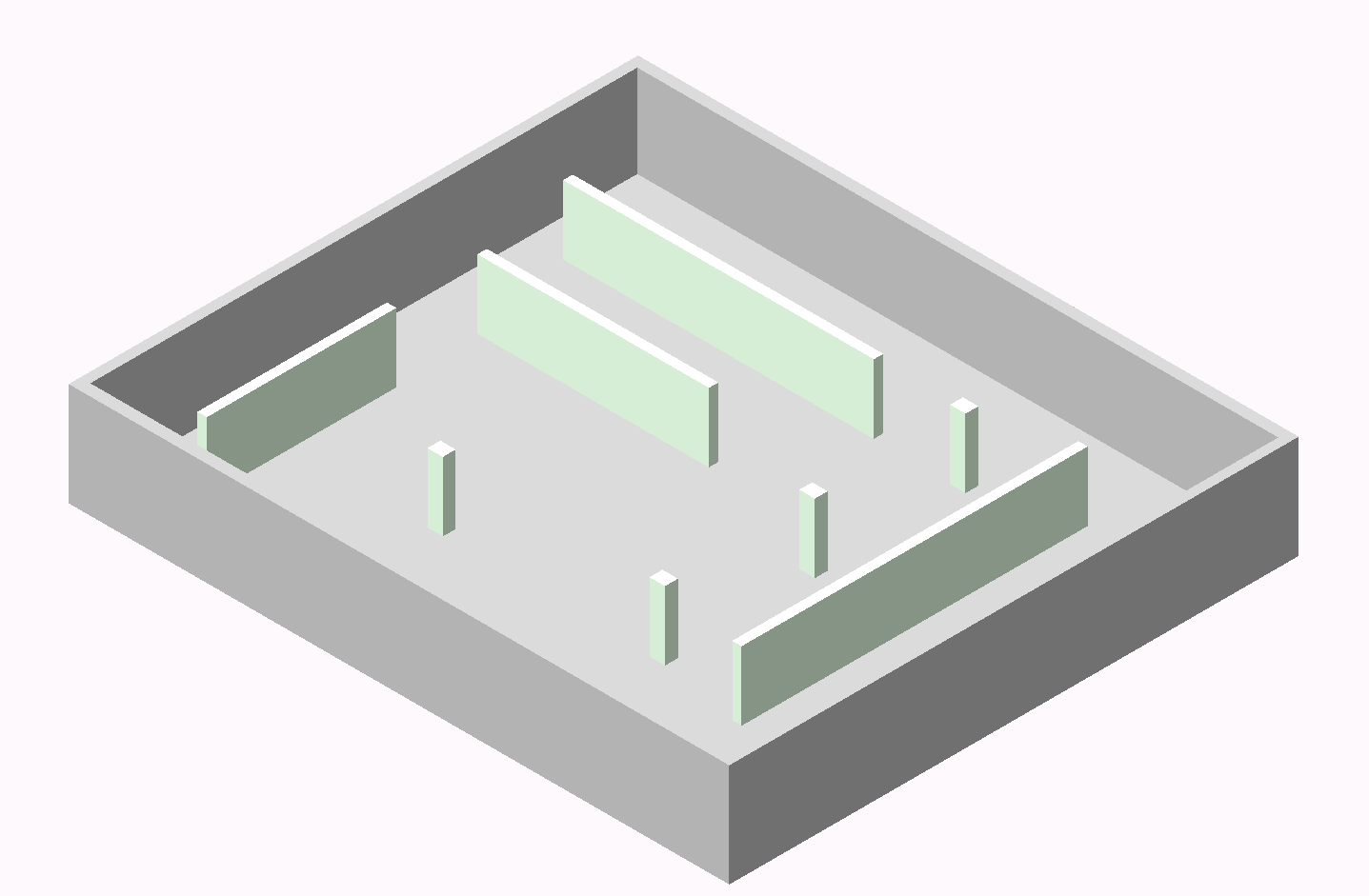
Wannengründung bei Grundwasser

## Frostsicherheit
Bei der Flachgründung muss darauf geachtet werden, dass sie mindestens bis unter die Frostgrenze in den Boden einbindet. Die Höhe der Frostgrenze hängt dabei von den klimatischen Gegebenheiten und der Bodenbeschaffenheit ab. Für Deutschland wird eine minimale Einbindetiefe von 80 cm bis 120 cm angegeben. Dadurch wird verhindert, dass das Bauwerk durch die beim Gefrieren des Bodens auftretenden Hebungen und Setzungen Schaden nimmt. Diese Problematik ist bereits für den Rohbauzustand zu beachten, wenn die Bauzeit innerhalb der Kälterperiode liegt.
Bei nicht unterkellerten Bauwerken ohne ausreichende Einbindetiefe der Bodenplatte kann die Frostsicherheit auch durch eine umlaufende Frostschürze hergestellt werden.

## Abgrenzung der Verwendung von Flachgründungen gegenüber Tiefgründungen in der Baupraxis
Grundsätzlich sollte aus wirtschaftlichen Gründen zunächst untersucht werden, ob die einfachere Form der Flachgründung gewählt werden kann. 
Eine Tiefgründung wird in der Regel nur gewählt, wenn die tragfähigen Bodenschichten erst in größeren Tiefen anstehen.
Die Tragfähigkeit der Flachgründung kann über die Fundamentgrößen und über die Einbindetiefen gesteuert werden. Diese sind so zu wählen, dass sowohl die Standsicherheit gewährleistet ist als auch die Verformungen verträglich sind. Bei tragfähigen Bodenschichten in leicht erreichbaren Tiefen kann auch ein Bodenaustausch wirtschaftlicher als eine Tiefgründung sein. Zwischen Flach- und Tiefgründung gibt es auch noch Zwischenlösungen wie z. B. Pfeiler- oder Brunnengründungen. Hier wird vorher punktuell der nicht tragfähige Boden unverbaut oder verbaut ausgehoben und durch unbewehrten Beton ersetzt.